# Cindy Billaud
Cindy Billaud (* 11. März 1986 in Nogent-sur-Marne) ist eine französische ehemalige Leichtathletin, die sich auf den Hürdenlauf spezialisiert hatte.

## Sportliche Laufbahn
Billaud erreichte bei den Jugendweltmeisterschaften 2003 in Sherbrook und bei den Juniorenweltmeisterschaften 2004 in Grosseto jeweils die Halbfinalrunde im 100-Meter-Hürdenlauf. Ihr erster größerer internationaler Erfolg war der Gewinn der Bronzemedaille bei den Junioreneuropameisterschaften 2005 in Kaunas.
Ab 2008 begann sie sich im Erwachsenenbereich zu etablieren. In diesem Jahr wurde sie Zweite bei den Französischen Hallenmeisterschaften im 60-Meter-Hürdenlauf und nahm an den Hallenweltmeisterschaften in Valencia teil, wo sie bis in die Halbfinalrunde lief. 2009 siegte sie bei den nationalen Hallenmeisterschaften und wurde bei den Halleneuropameisterschaften in Turin Siebte. Danach blieben nennenswerte internationale Resultate drei Jahre lang weitgehend aus. Über 100 Meter Hürden erreichte sie weder bei den Weltmeisterschaften 2009 in Berlin noch 2011 in Daegu das Finale.
2013 wurde Billaud erstmals Französische Meisterin im 100-Meter-Hürdenlauf. Bei den Weltmeisterschaften in Moskau belegte sie den siebten Rang. Im folgenden Jahr verpasste sie bei den Hallenweltmeisterschaften in Sopot als Vierte im 60-Meter-Hürdenlauf eine Medaille nur knapp. Am 12. Juli 2014 stellte bei den Französischen Meisterschaften in Reims mit einer Zeit von 12,56 Sekunden den 24 Jahre alten Landesrekord von Monique Éwanjé-Épée über 100 Meter Hürden ein. Im Finale siegte sie anschließend in 12,58 Sekunden. Bei den Europameisterschaften in Zürich gewann sie in 12,79 Sekunden die Silbermedaille hinter der Britin Tiffany Porter.